# Delphine Aigle
 (février 2021).
Si vous disposez d'ouvrages ou d'articles de référence ou si vous connaissez des sites web de qualité traitant du thème abordé ici, merci de compléter l'article en donnant les références utiles à sa vérifiabilité et en les liant à la section « Notes et références ».
Delphine Aigle, née à Troyes le 23 février 1891 et morte le 30 mars 1967, est une résistante française, dont les activités se sont concentrées dans la ville de Romilly-sur-Seine, dans l'Aube. On compte, parmi ses actions de résistance, la cache et l'hébergement de plusieurs Romillons (habitants de Romilly-sur-Seine) recherchés par l'ennemi, ainsi que le transport et la cache de quinze aviateurs alliés tombés en territoire occupé. À ces actions de bravoure s'ajoutent, dans l'ombre, la transmission, à Londres, de renseignements qui auraient pu lui coûter la déportation.
Elle est récompensée après la guerre du diplôme de Reconnaissance du peuple américain, qu'elle reçoit du général Eisenhower.

## Biographie

### Avant la guerre
Née à Troyes le 23 février 1891 dans une famille comptant six enfants, pour poursuivre ses études, elle reçut une bourse du département et c'est en 1913 qu'elle s'installa comme sage-femme à Romilly-sur-Seine, avenue Pierre-Brossolette. Reçue sage-femme de première classe consacrant l'issue heureuse de ses études à la maternité de Paris, Delphine Aigle fit preuve de qualités à ce point exceptionnelles que lui fut décerné le prix du Professeur Adolphe Pinard, rares sont celles qui l'ont obtenu.

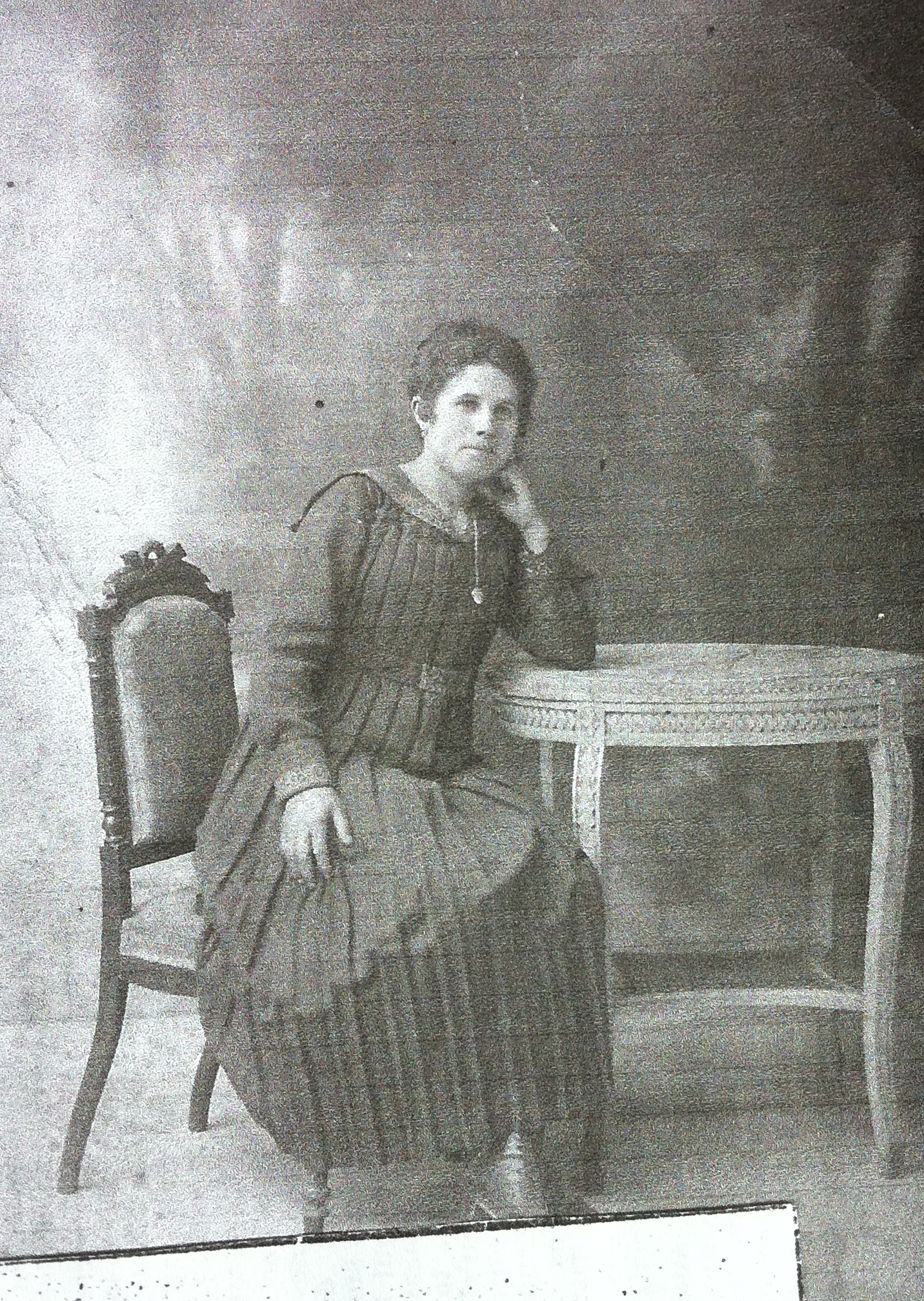
Delphine Aigle
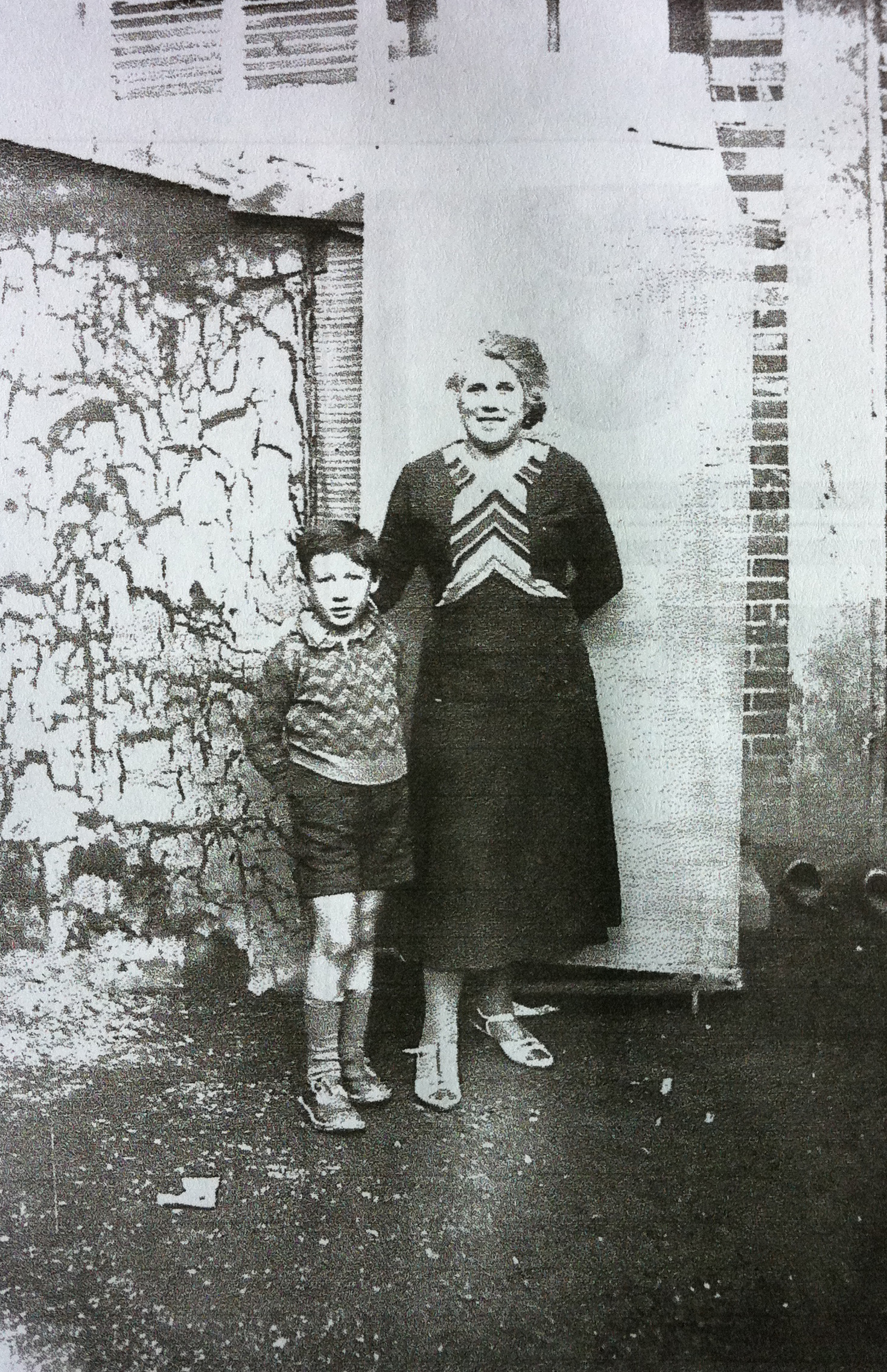

### La Résistance
Manifestant un patriotisme et un sens civique peu communs, Delphine Aigle ne tarda pas à s'engager dans la résistance.

« À mon retour de Corrèze où j'étais partie en exode accompagnant une femme mourante qui retrouva là-bas la santé, je retrouvai une maison vide, pillée. Tout ce que j'avais dû abandonner m'avait été volé. »

— Delphine Aigle
Delphine Aigle se réinstalle tant bien que mal dans sa petite maison de l'avenue Pierre-Brossolette. Étant sage-femme, elle disposait d'un laissez-passer l'autorisant à se déplacer la nuit. Raison pour laquelle les résistants, en majorité chefs d'ateliers et cheminots de la SNCF prennent contact avec elle.

« Ils m'ont demandé de leur rendre quelque services. L'idée de refuser ne m'a même pas effleurée. »

— Delphine Aigle
Delphine Aigle possédait une Peugeot 202 et c'est dans le coffre de cette voiture qu'elle cachait les aviateurs alliés. Quand il était signalé que l'un d'eux était tombé, la sage-femme alertée par la Résistance partait le recueillir, soit dans les bois, soit dans une ferme de la Marne où des cultivateurs le camouflaient et l'hébergeaient. Ramenés à Romilly-sur-Seine par Delphine Aigle, les aviateurs alliés étaient pris en charge par la Résistance. Une filière assurait leur transfert à Paris et de là, dans la mesure du possible, retour à Londres via quelque pays neutre.

« Heureusement qu'il faisait nuit. Lorsqu'une patrouille allemande m'arrêtait je puis vous assurer que je tremblais comme une feuille au vent. »

— Delphine Aigle
L'arme efficace de Delphine Aigle pour endormir la vigilance de la feldgendarmerie était le sourire et une parfaite correction à son égard. Elle était on ne peut plus polie. Et pour cause ! Une nuit pourtant, elle crut bien que tout allait être perdu. Deux aviateurs étaient cachés dans le coffre de la voiture. Au moment de les faire descendre survint une patrouille qui débouchait d'une petite rue adjacente. Delphine Aigle n'eut que le temps, le réflexe aidant, de décharger le sac de pommes de terre qu'elle transportait toujours dans sa voiture. En cas de visite inopportune de l'appartement de Delphine Aigle par la police, un aménagement avait été prévu pour que les aviateurs puissent escalader le mur longeant le jardin situé derrière sa maison. C'est ainsi que quinze aviateurs alliés, anglais et américains, furent ainsi sauvés : ce qui valut à Delphine Aigle de recevoir du Général Eisenhower le diplôme de la reconnaissance du peuple américain.
C'est chez elle que devait également se réfugier Maurice Herszkowicz, tailleur à Romilly-sur-Seine et résistant que la Gestapo recherchait. C'est encore chez elle qu'un ingénieur allemand, anti-nazi, révéla les numéros et types d'avions à croix noire qui décollaient de la base de Romilly-sur-Seine pour attaquer l'Angleterre. Six heures avant leur envol, ils étaient signalés à Londres. C'est toujours chez Delphine Aigle que ce même Allemand fournit tous les renseignements concernant un type spécial de Messerschmitt Bf 109 dont les alliés avaient besoin et qui leur furent transmis.

« L'important était de savoir tenir sa langue. Que l'un de nous ait trahi le secret et c'en était fait tant de nous que du réseau. »

— Delphine Aigle

### Après la guerre
Delphine n'a pas seulement des souvenirs à évoquer car de ces heures sombres ont surgi les liens indéfectibles qui la lient à deux enfants jumeaux, un garçon et une fille, tous deux abandonnés et qu'elle a recueillis, élevé en couveuse, dorlotés et soignés. L'un et l'autre ont pour parrains des Américains qui ont aidé Delphine Aigle et avec qui elle demeure en constante relation épistolaire.

« Nous aurions dû tous trois partir aux États-Unis mais le visa nous fut refusé à la dernière minute. Je n'ai jamais très bien su pourquoi »

— Delphine Aigle

## Hommages
Un square portant son nom a été inauguré le 8 mai 2012 à Romilly-sur-Seine.